# 罗伯特·罗兰
罗伯特·安德鲁·罗兰（英語：Robert Andrew Rowland，1966年2月28日—2021年1月23日）曾是英国政治人物，2019年起担任东南英格兰选区脱欧党籍欧洲议会议员，直到2020年英国退出欧盟。他是经济和货币事务委员会的成员，也是工业、研究和能源委员会的替补成员。

## 早年生活
罗兰在坎布里亚的塞德伯上学，1988年毕业于纽卡斯尔大学，获得荣誉学士，开始了他的投资行业生涯。他从拉扎德资产管理公司开始，后来成为奥迪资产管理公司的基金经理，之后成为索罗斯基金管理公司的董事。随后，他又调回纽约的拉扎德资产管理公司，之后成为英国奇恩资本管理公司的合伙人。罗兰是慈善机构“部队门票”（Tickets for Troops）的负责人。该慈善机构向武装部队成员分发各种体育、音乐和文化活动的免费门票。

## 政治生涯
罗兰第一次接触政治是在纽卡斯尔大学学习期间。他在1987年竞选学生会副主席，但未能赢得这一职位，1987年3月5日出版的学生报《信使报》报道说，他在纪律委员会召集人的选举中没有遭到反对，但在重新开放提名中以335票对395票输掉了选举。
在1988年3月10日出版的《信使报》上，他写了一封信，直指他所称的“法西斯左派”，捍卫言论自由，反对为某些意见被某些人反对的发言人提供“无平台”（no platform）的做法。
2019年，罗兰选择重返政坛，并在欧洲层面以脱欧党候选人的身份参选。同年5月，罗兰作为候选人在萨里郡弗雷姆勒的湖畔酒店发表了第一次重要演讲，他将反对脱欧形容为潜在的“反民主政变”。
在2019年5月的欧洲议会选举中，罗兰在东南英格兰选区脱欧党名单排列第三，并成功当选。他在欧洲议会担任经济和货币事务委员会委员。
罗兰是一个气候变化怀疑论者。在2019年10月23日的一次演讲中，他说：“脱碳就是去工业化。这等于单方面解除武装。”他认为，脱碳政策用补贴取代了化石燃料产生的税收，损害了公共服务的资金来源。
2019年9月，罗兰在《每日电讯报》撰文警告说，英国在拟议的欧盟退出协议中放弃了对欧洲投资银行累积利润的要求。在同一篇文章中，他还认为，欧元区的巨额债务和银行的高杠杆贷款方式使其面临银行业危机的风险。
2019年7月9日，罗兰在国会议员大衛·拉米的推特上说：“拉米，你的第一个停靠港应该是芝加哥经济学院。完成3年学业后你可能会明白10%，我们都明白。无知和种族诱饵是你的招牌曲调。”推特用户说，芝加哥经济学院不是一所真正的大学，而是一所思想学院；美国学位无论如何都需要四年，而不是三年。大卫·拉米还说，事实上，他曾就读于哈佛大学。第二天，即2019年7月10日，罗兰在推特上说：“我们支持我们所有渔民和恢复我们水域的主权。200英里的禁区中给予任何外国渔船贝尔格拉诺相同的待遇！六月做得很好。我们110%支持你们，确保你们在委员会上让他们下地狱。”他击沉外国民用渔船的威胁在社交媒体上被广泛传播和批评。

## 个人生活
罗兰的第二任妻子是丽莎·玛丽，他们共生下三个儿子和一个女儿。
罗兰于2021年1月23日在巴哈马度假时在一次潜水事故中溺水身亡，享年54岁。